# 马诺波猪笼草
马诺波猪笼草（学名：Nepenthes manobo）是原产于菲律宾的热带食虫植物，生长于棉兰老岛潘托浪山脉（Pantaron Mountain Range）海拔1000米至1020米的狭窄地区。由于马诺波猪笼草分布于原住民马诺波（Manobo）部落的领地内，故得名。
马诺波猪笼草与苏里高猪笼草（N. surigaoensis）的主要差异在于，马诺波猪笼草的叶片无柄，叶基抱茎周二分之一，茎周两侧各有3条脉，下位笼基部为球形或卵形，上部至笼口为圆柱形，上位笼具有明显的笼肩，笼盖为圆形至卵形，唇内缘具有短唇齿；而苏里高猪笼草叶柄显著下延，具3至4条脉，下位笼整体为圆柱形或椭球形，上位笼具明显笼肩，笼盖为卵形至椭圆形，唇内缘具有长唇齿。

## 扩展阅读
- Nepenthes manobo （页面存档备份，存于）
- Nepenthaceae - Philippines Plants （页面存档备份，存于）